# Epipactis rechingeri
Epipactis rechingeri är en orkidéart som beskrevs av Jany Renz. Epipactis rechingeri ingår i släktet knipprötter, och familjen orkidéer. Inga underarter finns listade i Catalogue of Life.